# Gemma Bertagnolli
Gemma Bertagnolli (Bolzano, 20 luglio 1967) è un soprano italiano.

## Biografia
Vincitrice dei concorsi As.Li.Co e Francesco Viñas (premio speciale come migliore interprete mozartiana), ha intrapreso una carriera che l'ha portata nei principali teatri e festival italiani ed esteri tra cui Teatro alla Scala, Maggio Musicale Fiorentino, Opera di Roma, Gran Teatro La Fenice, Teatro Regio di Torino, Opera di Zurigo, Théâtre des Champs Elysées, Tokyo Bunka Kaikan, Accademia Nazionale di Santa Cecilia, Concertgebouw di Amsterdam, Salzburger Festspiele, Rossini Opera Festival, Accademia Chigiana di Siena, Staatsoper unter den Linden, Maggio Musicale Fiorentino, Teatro Comunale di Bologna, Bayerische Staatsoper, Ravenna Festival e Teatro Nacional de São Carlos, collaborando con direttori quali Bruno Bartoletti, Semyon Bychkov, Daniele Gatti, Gianandrea Gavazzeni, Gianluigi Gelmetti, Fabio Luisi, Lorin Maazel, Zubin Mehta, Riccardo Muti, Wolfgang Sawallisch e con registi quali Pier Luigi Pizzi, Luca Ronconi e Graham Vick. 
Particolarmente nota per le interpretazioni del repertorio antico e barocco, ha collaborato con specialisti della prassi esecutiva storicamente informata quali Rinaldo Alessandrini (Concerto Italiano), Giovanni Antonini (Il Giardino Armonico), Fabio Biondi (Europa Galante), Ivor Bolton, Christophe Coin, Alan Curtis, Ottavio Dantone (Accademia Bizantina), Diego Fasolis (I Barocchisti), Federico Guglielmo, René Jacobs, Ton Koopman, Trevor Pinnock, Christina Pluhar, Christophe Rousset, Federico Maria Sardelli (Modo Antiquo), Freiburger Barockorchester, Akademie für Alte Musik Berlin.
Tra i ruoli più frequentati, Sophie in Der Rosenkavalier, Amenaide in Tancredi, Pamina in Die Zauberflöte, Zerlina in Don Giovanni, Despina in Così fan tutte, Susanna in Le nozze di Figaro, Carolina in Il Matrimonio segreto, Norina in Don Pasquale, Nannetta in Falstaff, Adele in Die Fledermaus, Ismene in Mitridate, Re di Ponto, Elisa in Il re pastore. Tra le produzioni di opera barocca ricordiamo Solimano di Hasse, Il ritorno d'Ulisse in patria e L'incoronazione di Poppea di Monteverdi, Agrippina, La Resurrezione e Il Trionfo del tempo e del disinganno di Händel, L'Olimpiade di Pergolesi, Motezuma di Vivaldi
Con il pianista Antonio Ballista ha collaborato in numerosi concerti ed incisioni discografiche. In ambito discografico i suoi dischi, specialmente quelli dedicati alla musica barocca, hanno ottenuto riconoscimenti internazionali quali Gramophone Award, Choc du Monde de la Musique e Timbre de Platine d'Opéra International.
Ha insegnato canto barocco nei conservatori di Bolzano, Trento e Frosinone. Ha svolto attività di docente presso la Hochschule für Künste Bremen,l'International Music Academy di Kusatsu e alla Sommerakademie del Mozarteum. Dal 2003 è ambasciatrice UNICEF.

## Discografia
- Liriche popolari italiane, I Musici Cantori di Trento, direzione Sandro Filippi, pianoforte Luisa Och; Soprano Gemma Bertagnolli; 1996, Note;
- Giovanni Pacini, Saffo, direzione Maurizio Benini, 1996, Marco Polo
- Alessandro Scarlatti Stabat Mater, Giovanni Battista Pergolesi, Stabat Mater, con Sara Mingardo, direzione Rinaldo Alessandrini, 1998, Opus 111.
- Ermanno Wolf-Ferrari, Canzoniere op. 17, pianoforte Antonio Ballista, 1998, Bottega Discantica.
- Giya Kancheli, Exil, Carlo Boccadoro, pubblicato con Musica Coelestis, 1999, Einaudi.
- Francesco Antonio Bonporti, Mottetti op. 3, violino Enrico Onofri,, 2000, Dynamic.
- Georg Friedrich Händel, Il trionfo del tempo e del disinganno, direzione Rinaldo Alessandrini, 2001, Opus 111
- Carl Orff, Carmina Burana (Cantiones Profanae), Carlo Morini, Gemma Bertagnolli, Gianluca Sorrentino; Associazione Corale Vox Julia, Coro Giovanile Città di Trieste, Coro Maschile Lorenzo Perosi, Coro Polifonico Città di Pordenone, Piccolo Cantori Della Città di Trieste; direttore Laszlo Heltay, 2002, Sicut Sol;
- Ninna nanne e filastrocche, pianoforte Antonio Ballista, 2002, Bottega Discantica.
- Antonio Vivaldi, Vespri per l'Assunzione di Maria Vergine, direzione Rinaldo Alessandrini, 2003, Opus 111.
- Antonio Vivaldi, Concerti e Cantate da camera, Ensemble l'Astrée, clavicembalo Giorgio Tabacco, 2004, Opus 111.
- Antonio Vivaldi, Orlando finto pazzo, Accademia Montis Regalis, direzione Alessandro De Marchi, 2006, Opus 111.
- Furor sacro, Musiche di Johann Sebastian Bach, Antonio Vivaldi, Georg Friedrich Händel, maestro concertatore Enrico Onofri, ottobre 2008, AMADEUS.
- Ottorino Respighi, Deità Silvane (Liriche Da Camera), pianoforte Aldo Orvieto, 2009, Stradivarius.
- Vincenzo Bellini, La sonnambula, direzione Alessandro De Marchi, Con Cecilia Bartoli, Juan Diego Florez, Ildebrando D'Arcangelo, Orchestra “La Scintilla” dell'Opera di Zurigo, 2009, DECCA.
- Georg Friedrich Händel, Venus & Adonis, Cantatas and Sonatas, Ensemble Zefiro, 2010, Deutsche Harmonia Mundi, Sony.
- Alessandro Scarlatti, Nisi Dominus, Salve Regina, Sara Mingardo, Martin Oro, Furio Zanasi, Antonio Abete, Ensemble Concerto de' Cavalieri, direzione Marcello di Lisa, 2010, Universe/Cpo,
- Antonio Vivaldi, Motezuma, Il Complesso Barocco, direttore Alan Curtis, 2011, Dynamic
- 1700: the Century of the Portuguese, Ensemble Divino Sospiro, direzione Enrico Onofri, 2011, Musica Antica.
- Georg Philipp Telemann, Cantate con flauto, Collegium pro Musica, direzione e flauto Stefano Bagliano, 2012, Amadeus.
- Alessandro Stradella, La Susanna, Harmonices Mundi, direzione Claudio Astronio, 2012, Brilliant Classics;
- Georg Philipp Telemann, Cantatas and Chamber Music, Collegium pro Musica, direzione e flauto Stefano Bagliano, 2013, Brilliant Classics.
- Felix Mendelssohn, Sinfonia n.2 Lobgesang, direzione Lü Jia, 2015, Audiophile Sound.
- Antonio Vivaldi, La verità in cimento, Nathalie Stutzmann, Sara Mingardo, Philippe Jaroussky, Guillemette Laurens, Anthony Rolfe Johnson, Ensemble Matheus, direzione Jean Christophe Spinosi, Opus 111..
- Domenico Cimarosa, Amor rende sagace, con Enzo Dara, Maurizio Dalena, Mattia Nicolini, Cristina Mantese, Daniela Bruera; Orchestra Dei Giovani Del Conservatorio Claudio Monteverdi di Bolzano, direzione di Fabio Neri; Bongiovanni - GB 2127/27-2